# Ciboulette (film)
Pour les articles homonymes, voir Ciboulette.
Pour plus de détails, voir Fiche technique et Distribution.
Ciboulette est un film français de Claude Autant-Lara, sorti en 1933.
Le film est une adaptation, assez peu respectueuse, de l'opérette de Reynaldo Hahn, Francis de Croisset et Robert de Flers.

## Synopsis
Ciboulette, une petite maraîchère des Halles, rencontre Antonin, un riche fêtard. Il s'éprend de Ciboulette mais retourne à son ancienne, et volage, maîtresse. Un compositeur lance Ciboulette qui devient une grande cantatrice et réunit ainsi les amoureux.

## Fiche technique
- Titre français : Ciboulette
- Réalisation : Claude Autant-Lara
- Scénario, Adaptation et dialogues : Claude Autant-Lara, Jacques Prévert, d'après l'opérette de Francis de Croisset et Robert de Flers
- Décors : Lazare Meerson, Alexandre Trauner
- Costumes : Yves Allégret, Claude Autant-Lara, Lou Bonin
- Photographie : Charles Bauer, Curt Courant
- Son : William Wilmarth
- Montage : Henri Taverna, André Versein
- Musique : Reynaldo Hahn
- Sociétés de production : Pathé-Natan, Cipar Films
- Société de distribution :  Pathé Consortium Cinéma
- Pays de production :  France
- Langue originale : français
- Format : Noir et blanc — son Mono
- Genre : Comédie musicale
- Durée : 85 minutes
- Dates de sortie : 
  - France : 10 novembre 1933

## À propos du film
- « Amputé et remonté par le producteur, le film est désavoué par le metteur en scène, mais salué par les meilleurs critiques » (Philippe d'Hugues, Almanach du cinéma des origines à 1945, Encyclopædia Universalis, 1992, p. 213)